# ایوان فرسندا
ایوان فرسندا (انگلیسی: Iván Fresneda؛ زادهٔ ۲۸ سپتامبر ۲۰۰۴) بازیکن فوتبال اهل اسپانیا است که در پست مدافع راست برای باشگاه رئال وایادولید در لالیگا بازی می‌کند.
وی همچنین در تیم‌های ملی فوتبال زیر ۱۸ سال اسپانیا و زیر ۱۹ سال اسپانیا بازی کرده‌است.